# جون آبي
جون آبي (بالإنجليزية: John Abbey)‏ هو ممثل أمريكي، ولد في 21 سبتمبر 1935 في الولايات المتحدة.

## وصلات خارجية
- جون آبي على موقع IMDb (الإنجليزية)
- جون آبي على موقع قاعدة بيانات الفيلم (الإنجليزية)